# Андон Танасов
Андон или Антон Стоянов Танасов (Танасков), наричан и Призренлията, е български революционер от Призрен, участник в четата на Христо Ботев.

## Биография
Роден е около 1856 година в Призрен, тогава в Османската империя. Както отбелязва Никола Трайков, можем със сигурност да го смятаме за българин-македонец от този град, където преди Освобождението са живели много българи и е имало българско училище.
Ботевият четник Никола Кючуков в спомените си дава сведения за участието на Антон Стоянов. За сражението при Вола, описвайки позициите, пише: „Бялата канара завзеха Антон Призренлията с десетина момчета <...> Малко след това Антон Призренлията напусна Бялата канара и зае позиция по баира срещу старите. Неприятелят беше се преместил към Бялата канара“.
След разпадането на четата е заловен, попада в затвора в Орхание („докараха жив Андон Призренлията, когото също тъй доставиха в затвора“). Осъден е и по-късно амнистиран.